# Iluma-ilum
Iluma-ilum, Iluma-ilu o Iliman (nacido c. 1732) fue un rey de Isin. Inició una rebelión en contra del Imperio paleobabilónico, creado años antes por Hammurabi. La guerra, que ocupó el periodo 1720-1684 a. C., se saldó con la independencia de Isin, que logró quedarse con las marismas y las costas sumerias del golfo Pérsico. Iluma-ilun, según los textos que nos han llegado, reinó sesenta años en Isin. Su emancipación de Babilonia tuvo lugar probablemente en tiempos de Samsu-iluna. Su dinastía es conocida como I Dinastía del País del Mar. De sus, al menos once soberanos, se conoce muy poco, y de él mismo no quedan registros de su época; todo lo que se conoce de su reinado es a través de una crónica posterior. Parece que esta dinastía aspiró a revivir la cultura sumeria.
Al privar a Babilonia del sur de su imperio, ésta perdió su acceso al mar. Sin embargo, la insalubridad de las marismas terminó por provocar un proceso de desurbanización y empobrecimiento del sur. Iluma-ilum rechazó tres ofensivas babilónicas durante su reinado. En la primera Samsu-iluna se enfrentó a él en una batalla sin resultado claro. La segunda vez Samsu-iluna fue derrotado.
Iluma-ilum, al parecer, derribó las murallas de Isin y construyó las murallas y un templo en Sippar. Logró regir la ciudad de Nippur, aunque hacia el final de su reinado la perdió.
Le sucedió Itti-Ili-nibi.